# (6064) Holašovice
(6064) Holašovice est un astéroïde de la ceinture principale découvert par Antonín Mrkos le 23 avril 1987 à Kleť en Bohême du sud et nommé d'après le village environnant de Holašovice. Sa désignation provisoire est 1987 HE1.